# Hoàng Hải (diễn viên)
Hoàng Hải là nam diễn viên Việt Nam. Ông được Nhà nước phong tặng Danh hiệu Nghệ sĩ ưu tú năm 2012 và được khán giả nhớ đến với vai Trung úy Trần Minh trong bộ phim dài tập Cảnh sát hình sự, và Hải trong Đường đời.

## Tiểu sử
Hoàng Hải, tên đầy đủ là Hoàng Thanh Hải, sinh ngày 28 tháng 6 năm 1968 tại Hà Nội, là con thứ hai trong gia đình có 4 anh em trai. Ông sinh ra tại Hà Nội nhưng quê gốc của ông lại ở Đà Nẵng. Ông đã từng theo theo học và đã tốt nghiệp Đại học Sân khấu và Điện ảnh.

## Sự nghiệp
Sau khi tốt nghiệp, Hoàng Hải về làm diễn viên cho Nhà hát Kịch Hà Nội và làm kép phụ cho nghệ sĩ nhân dân Hoàng Dũng, mỗi khi thầy Hoàng Dũng vắng mặt thì ông được lên diễn thay. Cuối thời kỳ bao cấp, nghề diễn viên với đồng lương ít ỏi khiến cuộc sống khó khăn, Hoàng Hải đã làm thêm nhiều nghề như buôn bán, chạy xe đường dài Bắc-Nam.
Khi gia đình chuyển về quê ở Đà Nẵng, ông lại gia nhập đoàn Kịch Quảng Nam - Đà Nẵng, nhưng không được một năm thì đoàn bị giải thể và sáp nhập vào  Đoàn Ca múa Đà Nẵng. Trong thời gian này ông vẫn thường xuyên ra Hà Nội đóng phim rồi trở thành diễn viên tự do vì trong đoàn ca múa, ông không có khả năng biểu diễn âm nhạc.
Nhờ những trải nghiệm trong thời gian khó khăn mà Hoàng Hải có thể nhập vai tốt hơn, năm 2005, ông được trao giải "Diễn viên truyền hình được yêu thích nhất" của tạp chí Truyền hình với số phận phiêu bạt của Hải trong "Đường đời". Năm 2006, ông vào vai một tài xế xe container trong phim điện ảnh Hà Nội Hà Nội, với trải nghiệm chạy xe đường dài, Ông một lần nữa thể hiện vai diễn và dành giải Cánh diều Vàng cho Nam diễn viên phụ xuất sắc, với cùng vai diễn viên ông cũng dành giải Bông sen vàng năm 2007.

## Danh sách phim

### Phim truyền hình
| Năm  | Phim                                     | Vai                        | Vai trò   | Đạo diễn                             | Kênh              | Nguồn |
| ---- | ---------------------------------------- | -------------------------- | --------- | ------------------------------------ | ----------------- | ----- |
| 1993 | Huyền thoại mẹ                           | Tám Khoa                   | Vai phụ   | Trần Quốc Trọng                      | VTV               |       |
| 1997 | Cảnh sát hình sự: Ngược dòng cái chết    | Minh                       | Vai chính | Nguyễn Khải Hưng                     | VTV3              |       |
| 1997 | Cảnh sát hình sự: Nước mắt của mẹ        | Minh                       | Vai chính | NSƯT Trọng Trinh và Nguyễn Khải Hưng | VTV3              |       |
| 1998 | Cảnh sát hình sự: Truy đuổi tội phạm     | Minh                       | Vai chính | Nguyễn Khải Hưng                     | VTV3              |       |
| 1998 | Cảnh sát hình sự: Cái chết con thiên nga | Minh                       | Vai chính | Nguyễn Khải Hưng                     | VTV3              |       |
| 1999 | Cảnh sát hình sự: Kẻ giả danh            | Minh                       | Vai chính | Nguyễn Khải Hưng                     | VTV3              |       |
| 2000 | Cảnh sát hình sự: Bí mật hồ hang rắn     | Minh                       | Vai chính | Nguyễn Khải Hưng                     | VTV3              |       |
| 2000 | Cảnh sát hình sự: Hãy về với em          | Minh                       | Vai chính | Nguyễn Khải Hưng                     | VTV3              |       |
| 2000 | Cảnh sát hình sự: Từ đen tới trắng       | Minh                       | Vai chính | Nguyễn Khải Hưng                     | VTV3              |       |
| 2000 | Hai người trở lại trung đoàn             | Trí                        | Vai chính | Trần Vịnh                            | VTV1/BTV1         |       |
| 2001 | Vết trượt                                | Vượng                      | Vai chính | Vũ Minh Trí                          | VTV3              |       |
| 2001 | Đuốc sáng rừng đêm                       | A Hốc                      | Vai chính | Nguyễn Hữu Phần                      | VTV1              |       |
| 2002 | Rác phố                                  | Dũng                       | Vai chính | Lê Ngọc Linh                         | VTV1              |       |
| 2002 | Đồ vật lãng du                           | Hùng                       | Vai chính |                                      | VTV1              |       |
| 2002 | Làng ven hồ                              | Hoàng                      | Vai chính | Trần Quốc Trọng                      | VTV1              |       |
| 2004 | Đường đời                                | Hải                        | Vai chính | Trần Hoài Sơn - Trần Quốc Trọng      | VTV3              | [ 5 ] |
| 2005 | Dòng sông phẳng lặng                     | Trung                      | Vai chính | Đỗ Đức Thành                         | VTV3              |       |
| 2006 | Miền quê thức tỉnh                       | Tuấn                       | Vai chính | Trọng Trinh - Hoàng Nhung            | VTV1              |       |
| 2007 | Cỏ lông chông                            | Hùng                       | Vai chính | Bùi Huy Thuần                        | VTV1              |       |
| 2008 | Gió làng Kình                            | Tu                         | Vai chính | Nguyễn Hữu Phần - Bùi Thọ Thịnh      | VTV1              |       |
| 2009 | Ngõ lỗ thủng                             | Đạo                        | Vai chính | Trần Quốc Trọng                      | VTV1              |       |
| 2010 | Lý Công Uẩn: Đường tới thành Thăng Long  | Lê Hoàn                    | Vai chính | Cận Đức Mậu, Tạ Huy Cường            | Phim bị cấm chiếu |       |
| 2010 | Vệt nắng cuối trời                       | Hoàng Vinh                 | Vai chính | Trần Hoài Sơn                        | VTV3              |       |
| 2011 | Cảnh sát hình sự: Chỉ còn lại tình yêu   | Đạo                        | Vai chính | Vũ Minh Trí                          | VTV1              |       |
| 2013 | Bí mật tam giác vàng                     | Đại uý Lê Văn Bá           | Vai chính | Nguyễn Dương                         | VTV3              |       |
| 2013 | Giấc mơ hạnh phúc                        | Lâm                        | Vai chính | Bùi Huy Thuần                        | VTV1              |       |
| 2013 | Thái sư Trần Thủ Độ                      | Nguyễn Nộn                 | Vai phụ   | Đào Duy Phúc                         | VTV1              |       |
| 2014 | Nơi chốn ta quay về                      | Hai Điền                   | Vai chính | Lê Minh                              | VTV1              |       |
| 2014 | Đường lên Điện Biên                      | Tạc                        | Vai chính | Bùi Tuấn Dũng                        | VTV1              |       |
| 2016 | Gia phả của đất                          | Cơ (chủ nghiệm HTX)        | Vai chính | Trần Quốc Trọng                      | VTV1              |       |
| 2016 | Tuổi thanh xuân 2                        | Giám đốc An                | Vai phụ   | Nguyễn Khải Anh - Bùi Tiến Huy       | VTV3              |       |
| 2017 | Ngược chiều nước mắt                     | Ông Lâm                    | Vai phụ   | Vũ Minh Trí                          | VTV1              |       |
| 2017 | Mật danh Rocker                          | K'Blang                    | Vai chính | Trần Huy Cường                       | HTV9              |       |
| 2018 | Chạy trốn thanh xuân                     | Ông Hoài                   | Vai phụ   | Nguyễn Đức Hiếu - Vũ Minh Trí        | VTV3              |       |
| 2019 | Cảnh sát hình sự: Mê cung                | Đồng Vĩnh                  | Vai chính | Nguyễn Khải Anh - Trần Trọng Khôi    | VTV3              |       |
| 2020 | Đừng bắt em phải quên                    | Luân                       | Vai chính | Vũ Minh Trí                          | VTV1/VTV3         |       |
| 2020 | Cảnh sát hình sự: Hồ sơ cá sấu           | Tuấn ''Mỏ''                | Vai chính | NSƯT Nguyễn Mai Hiền                 | VTV3              | [ 6 ] |
| 2021 | Cảnh sát hình sự: Mặt nạ gương           | Bác sĩ Nguyễn Tiến Nghị    | Vai chính | Bùi Quốc Việt                        | VTV3              |       |
| 2022 | Bình minh phía trước                     | Piere Lộc                  | Vai chính | NSƯT Bùi Tuấn Dũng                   | VTV1              |       |
| 2023 | Cuộc đời vẫn đẹp sao                     | Trần Văn Lưu               | Vai chính | Nguyễn Danh Dũng                     | VTV3              |       |
| 2023 | Nổi loạn 48h                             |                            |           |                                      | Galaxy Play       |       |
| 2023 | Cuộc chiến không giới tuyến              | Trung tá Nguyễn Minh Quang | Vai chính | Nguyễn Danh Dũng                     | VTV1              |       |
| 2024 | Đi giữa trời rực rỡ                      | Ông Chiểu                  | Vai chính | Đỗ Thanh Sơn                         | VTV3              |       |
| 2024 | Cảnh sát hình sự: Độc đạo                | Lê Toàn                    | Vai chính | Phạm Gia Phương - Trần Trọng Khôi    | VTV3              |       |
|      | Mật lệnh hoa sữa                         | Ông Sửu                    |           | Nguyễn Tất Kiên                      | Hà Nội 1          |       |

### Phim điện ảnh
| Năm  | Phim                         | Vai           | Vai trò   | Đoàn làm phim                                                                          | Nguồn |
| ---- | ---------------------------- | ------------- | --------- | -------------------------------------------------------------------------------------- | ----- |
| 2006 | Hà Nội, Hà Nội               | Trọng         | Vai phụ   | - Đạo diễn: Bùi Tuấn Dũng - Diễn viên chính: Can Đình Đình, Minh Tiệp                  |       |
| 2007 | Vũ điệu tử thần              | Bác sĩ Tâm    | Vai chính | - Đạo diễn: Bùi Tuấn Dũng                                                              |       |
| 2013 | Những người viết huyền thoại | Tướng Lê Dinh | Vai chính | - Đạo diễn: Bùi Tuấn Dũng - Diễn viên khác: NSƯT Trương Minh Quốc Thái, Tăng Bảo Quyên |       |
| 2015 | Thầu Chín ở Xiêm             | Hùng          | Vai chính | - Đạo diễn: Bùi Tuấn Dũng - Diễn viên khác: Nguyễn Mạnh Trường                         |       |
| 2019 | Trạng Quỳnh                  | Chúa Trịnh    | Vai phụ   | - Đạo diễn: Đỗ Đức Thịnh                                                               |       |
| 2019 | Lính chiến                   |               | Vai chính | - Đạo diễn: Nguyễn Mạnh Hà - Diễn viên khác: Lê Vũ Long, Đinh Y Nhung                  |       |

## Gia đình
Hoàng Hải đã lập gia đình và có bốn người con gồm hai gái và hai trai.

## Giải thưởng
- 2004: Cuộc bình chọn của Tạp chí truyền hình : Nam diễn viên được yêu thích nhất cho vai diễn Hải trong phim dài tập Đường đời
- 2006: Cánh diều Vàng dành cho Nam diễn viên phụ xuất sắc nhất : Hà Nội, Hà Nội ...vai.. Trọng
- 2023: Vinh danh các gương mặt nghệ sỹ tiêu biểu và một số cuốn sách nổi bật lĩnh vực nghệ thuật biểu diễn, văn học năm 2023 cho Nam diễn viên truyền hình nổi bật của năm.